# Loredana Boboc
Loredana Boboc (née le 12 mai 1984) est une gymnaste roumaine. Elle est notamment double championne du monde en 1999 et 2001 et médaille d'or par équipe aux Jeux olympiques de Sydney en 2000. 